# رابطة الجامعات الأمريكية
رابطة الجامعات الأمريكية (بالإنجليزية: Association of American Universities)‏ هي منظمة تضم الجامعات الرئيسية في أمريكا الشمالية ذات التوجهات البحثية ومن أهم وظائفها المحافظة على مستوى عال من البحث العلمي والتدريس. تتكون هذه الرابطة من ستين جامعة حكومية وخاصة في الولايات المتحدة الأمريكية وجامعتين في كندا. تم تأسيسها سنة 1900 من قبل 14 جامعة أمريكية تمنح درجة الدكتوراه بغرض تقوية وتعيير برامج الدكتوراه الأمريكية.